# Дзвинячанська сільська рада
Дзвиня́чанська сільська́ ра́да — адміністративно-територіальна одиниця та орган місцевого самоврядування у Збаразькому районі Тернопільської області. Адміністративний центр — село Дзвиняча.

## Загальні відомості
Дзвинячанська сільська рада утворена в 1940 році.
- Територія ради: 22,41 км²
- Населення ради: 1 019 осіб (станом на 2001 рік)

## Населені пункти
Сільській раді були підпорядковані населені пункти:
- с. Дзвиняча

## Склад ради
Рада складалася з 12 депутатів та голови.
- Голова ради: Паламар Василь Михайлович
- Секретар ради: Мельничук Петро Федорович

### Керівний склад попередніх скликань
| Прізвище, ім'я, по батькові | Основні відомості                                                 | Дата обрання | Дата звільнення |
| --------------------------- | ----------------------------------------------------------------- | ------------ | --------------- |
| Катрук Василь Дмитрович     | Сільський голова, 1958 року народження, освіта вища, безпартійний | 26.03.2006   | 31.10.2010      |
| Катрук Василь Дмитрович     | Сільський голова, 1958 року народження, освіта вища, безпартійний | 31.10.2010   | 01.01.2014      |
| Присяжнюк Богдан Васильович | Сільський голова, 1989 року народження, освіта вища, безпартійний | 25.05.2014   |                 |

Примітка: таблиця складена за даними сайту Верховної Ради України

### Депутати
За результатами місцевих виборів 2010 року депутатами ради стали:

#### За суб'єктами висування
| Суб'єкт висування | Кількість обраних депутатів | %   |
| ----------------- | --------------------------- | --- |
| Самовисування     | 12                          | 100 |

#### За округами
| № округу | Прізвище, ім'я, по батькові | Дата визнання обраним | Освіта             | Партійна приналежність | Відомості про обраного депутата              |
| -------- | --------------------------- | --------------------- | ------------------ | ---------------------- | -------------------------------------------- |
| 1        | Волянюк Алла Іванівна       | 01.12.2014            | вища               | позапартійна           | тимчасово не працює                          |
| 2        | Меленчук Андрій Олегович    | 26.02.2012            | незакінчена вища   | позапартійний          | студент                                      |
| 3        | Рудий Назар Васильович      | 06.04.2014            | середня            | позапартійний          | Дзвинячанська ЗОШ, вчитель початкових класів |
| 4        | Коровець Іван Володимирович | 02.05.2011            | середня спеціальна | позапартійний          | тимчасово не працює                          |
| 5        | Романюк Назар Петрович      | 01.12.2014            | вища               | позапартійний          | тимчасово не працює                          |
| 6        | Іванчук Віталій Миколайович | 26.02.2012            | середня            | позапартійний          | Дзвинячівська ЗОШ, вчитель                   |
| 7        | Бабовал Ольга Федорівна     | 01.11.2010            | середня            | позапартійна           | пенсіонер                                    |
| 8        | Шумейко Ігор Ярославович    | 01.11.2010            | вища               | позапартійний          | підприємець                                  |
| 9        | Мороз Оксана Петрівна       | 02.05.2011            | середня спеціальна | позапартійна           | Сільський клуб, завідувачка клубу            |
| 10       | Чорний Аркадій Васильович   | 26.02.2012            | незакінчена вища   | позапартійний          | тимчасово не працює                          |
| 11       | Демчук Микола Іванович      | 01.11.2010            | середня            | позапартійний          | тимчасово не працює                          |
| 12       | Подворняк Тамара Іванівна   | 01.11.2010            | середня            | позапартійна           | Сільська рада, секретар                      |